# Distretto di Cupi
Il distretto di Cupi è uno dei nove distretti della provincia di Melgar, in Perù. Si trova nella regione di Puno e si estende su una superficie di 214,25 chilometri quadrati.

Ha per capitale la città di Cupi; nel censimento 2005 si contava una popolazione di 2.516 unità.